# Giua
Maria Pierantoni Giua, nota semplicemente come Giua (Rapallo, 20 settembre 1982), è una cantautrice e chitarrista italiana.

## Biografia
Il suo rapporto con la musica inizia da bambina, comincia a suonare la chitarra e ad alimentare la sua passione con il canto e la composizione, misurandosi ben presto con il pubblico.
Allieva del chitarrista Armando Corsi e dell'insegnante di canto Anna Sini, nel 2003 si aggiudica il Premio Lunezia e vince il Festival di Castrocaro e, consolidata una proficua collaborazione con il musicista e produttore Beppe Quirici, vince nel 2004 "Musicultura" e la borsa di studio I.M.A.I.E. per la migliore interpretazione con un brano da lei composto, fino alla realizzazione del suo primo lavoro discografico Giua, in veste di cantautrice.
La sua evoluzione artistica muove da una formazione che ha radici nella musica mediterranea, è contaminata dalla tradizione popolare internazionale e dalla "canzone d'autore".
Nel 2007 vince il concorso Sanremolab e partecipa così al Festival di Sanremo dell'anno successivo con la canzone Tanto non vengo, che si qualifica per la serata finale.
Il 2009 la coglie in un momento artistico particolarmente fiorente: tra la scrittura di testi per le prossime produzioni di importanti nomi della musica italiana; la realizzazione del nuovo progetto "live" denominato "Dominante Rosso" e i consensi ottenuti per l'interpretazione delle canzoni di Fabrizio De André con la partecipazione ad alcuni eventi, tra i tanti organizzati con la collaborazione dell'omonima Fondazione, in occasione del decimo anniversario della scomparsa del cantautore genovese.
In occasione del Festival dei Due Mondi di Spoleto (edizione 2009), Giua si propone come compositrice, autrice e interprete delle musiche originali della commedia Un piccolo gioco senza conseguenze, in scena dal 27 giugno all'11 luglio 2009 ad opera di "The Kitchen Company" con la regia di Eleonora D'Urso.
Da segnalare inoltre la partecipazione, con la compagnia del Teatro della Tosse di Genova, allo spettacolo "Spettacolo Cosmico" (2010) ai Parchi di Nervi (GE).
L'artista brasiliana Adriana Calcanhotto nel corso del tour italiano ha interpretato in italiano il suo brano "Petali e mirto".
L'inizio del 2011 ha visto l'esposizione della sua mostra personale "Giua e... la versatilità come parametro del fare arte", presso Ellequadro Documenti a Palazzo Ducale di Genova (GE).
Dall'11 maggio al 2 giugno 2011 ha partecipato a "7 mosse per l'Italia", traversata oceanica promossa dal fondatore di Eataly Oscar Farinetti e che ha avuto come skipper Giovanni Soldini.
A dicembre 2011 è uscito in anteprima su iTunes il primo singolo di TrE, "Totem e Tabù". L'album, in collaborazione con Armando Corsi, è uscito sempre su iTunes e le piattaforme musicali oltre che nei negozi di dischi il 23 gennaio 2012. TrE ha avuto collaborazioni importanti quali il violoncellista brasiliano Jaques Morelenbaum, Fausto Mesolella degli Avion Travel, Riccardo Tesi, etc.
Dal mese di giugno 2012, oltre alla promozione dell'album "TrE", Giua è impegnata con il nuovo spettacolo "L'arte (h)a peso: per ridare peso all'arte", assieme ad Armando Corsi e allo scrittore Pier Mario Giovannone.
Nel 2016 esce il suo terzo album "e improvvisamente".
Si dedica anche al teatro con lo spettacolo "Quello Che Non Ho" con Neri Marcoré.
Nel mese di marzo 2019 esce il suo nuovo album "Piovesse Sempre Così", lanciato dal singolo "Feng Shui" in duetto con Carla Signoris.
A gennaio 2025 esce, in collaborazione con Riccardo Tesi, "Retablos", album registrato live al TIQU di Genova il 22 e 23 novembre 2024.

## Collaborazioni
Beppe Quirici, Armando Corsi, Jaques Morelenbaum, Fausto Mesolella (Avion Travel), GnuQuartet, Yo Yo Mundi, Claudio Taddei, Elio Rivagli, Stefano Melone, Riccardo Tesi, Marco Fadda, Oscar Prudente, Vittorio Marinoni, Carlo Fava, Martina Marchiori, Claudio Borghi, Noezhan, Germano Bonaveri e Gianluca Martinelli, Neri Marcorè, Carla Signoris.

## Discografia
- 2007 – Giua
- 2012 – TrE
- 2016 – e improvvisamente
- 2019 – Piovesse sempre così
- 2025 - Retablos